# Sicista
Sicista es un género de roedores miomorfos de la familia Dipodidae conocidos comúnmente como sicistas, ratones listados o ratones de los abedules. Son los únicos miembros de la subfamilia Sicistinae, que algunos han elevado al rango de familia: Sminthidae Brandt, 1855.
Se encuentran desde el norte y este de Europa a través de Asia Central y Siberia hasta China. Viven en abedules y en bosques, matorrales, prados subalpinos y estepas.
Los sicistas son de hábitos nocturnos y pasan el día en sus madrigueras de poca profundidad, en las que construyen sus nidos e hibernan durante el invierno. Son ágiles trepadores que pueden sostenerse en tallos muy finos ayudados por su cola semiprensil, también pueden nadar sin dificultad. Se alimentan principalmente de hojas, semillas, e insectos.
El primer sicista conocido es Sicista primus, del Mioceno inferior de China.

## Especies
Se han descrito las siguientes especies:
- Sicista armenica Sokolov & Baskevich, 1988
- Sicista betulina (Pallas, 1779)
- Sicista caucasica Vinogradov, 1925
- Sicista caudata Thomas, 1907
- Sicista concolor (Büchner, 1892)
- Sicista kazbegica Sokolov, Baskevich & Kovalskaya, 1986
- Sicista kluchorica Sokolov, Kovalskaya & Baskevich, 1980
- Sicista napaea Hollister, 1912
- Sicista pseudonapaea Strautman, 1949
- Sicista severtzovi Ognev, 1935
- Sicista strandi (Formozov, 1931)
- Sicista subtilis (Pallas, 1773)
- Sicista tianshanica (Salensky, 1903)
- Sicista zhetysuica[6] Cserkész et al., 2017